# Ivan Mankoč
Ivan Mankoč, slovenski veletrgovec z lesom v Trstu, * 5. maj 1855, Trst, † 11. februar 1923, Ljubljana.
Rodil se je v družini tržaškega veletrgovca z lesom Jakoba Mankoča kot tretji od devetih otrok in po očetovi smrti postal lastnik podjetja. Javno je deloval v: Slovanski čitalnici (odbornik 1882-1904, vmes 1886-1898 blagajnik in 1891-1892 predsednik), pri tržaškem Sokolu (1888-1898 starosta), pri političnem društvu Edinost (odbornik 1888-1892), pri Tržaški posojilnici in hranilnici, katere je bil tudi soustanovitelj (1894-1896 odbornik, 1896 podpredsednik in vsaj do 1902 predsednik), pri Jadranski banki katere je bil tudi soustanovitelj (član upravnega sveta  in 1909-1913 predsednik). Bil je velik dobrotnik tržaške podružnice Družbe svetega Cirila in Metoda, sofinanciral pa je tudi gradnjo tržaškega Narodnega doma.
Ko je na Primorskem leta 1919 Kraljevina Italija prevzela oblast se je preselil v Državo Srbov, Hrvatov in Slovencev. Živel je v Ljubljani in na Bledu. Umrl je v Ljubljani, pokopan pa v rojstnem kraju.